# Xysticus sharlaa
Xysticus sharlaa är en spindelart som beskrevs av Yuri M. Marusik och Dmitri Viktorovich Logunov 2002. Xysticus sharlaa ingår i släktet Xysticus och familjen krabbspindlar. Inga underarter finns listade i Catalogue of Life.